# (37852) 1998 DG32
1998 DG32 (asteroide 37852) é um asteroide da cintura principal. Possui uma excentricidade de 0.08293100 e uma inclinação de 5.10010º.
Este asteroide foi descoberto no dia 22 de fevereiro de 1998 por Beijing Schmidt CCD Asteroid Program em Xinglong.